# ムイネー
ムイネー（ベトナム語：Phường Mũi Né / 坊渭泥?）はベトナム南部、ビントゥアン省のファンティエットにある坊であり、南シナ海に面している。風光明媚なムイネービーチや砂丘などがあり、1995年頃よりリゾート地として開発された。年の平均気温は27℃程で冬場も暖かく、主に12月から5月が観光シーズンとなっている。
ホーチミンとリゾート地として有名なニャチャンのちょうど中間くらいに位置している。